# Synagoga Icka Landau w Łodzi
Synagoga Icka Landau w Łodzi – prywatny dom modlitwy znajdujący się w Łodzi przy ulicy Północnej 11.
Synagoga została zbudowana w 1899 roku z inicjatywy Icka Nusena Landau. Mogła pomieścić 40 osób. Podczas II wojny światowej została zdewastowana przez hitlerowców.